# Avicularia geroldi
Die Einteilung der Lebewesen in Systematiken ist kontinuierlicher Gegenstand der Forschung. Die hier behandelte Bezeichnung ist durch neuere Forschung obsolet geworden und kann keinem Taxon sicher zugeordnet werden. Ursache kann verlorenes Originalmaterial (Typusmaterial) sein oder dem für die wissenschaftliche Erstbeschreibung verwendeten Material fehlen Bestimmungsmerkmale, um es eindeutig von ähnlichen Typen abzugrenzen.

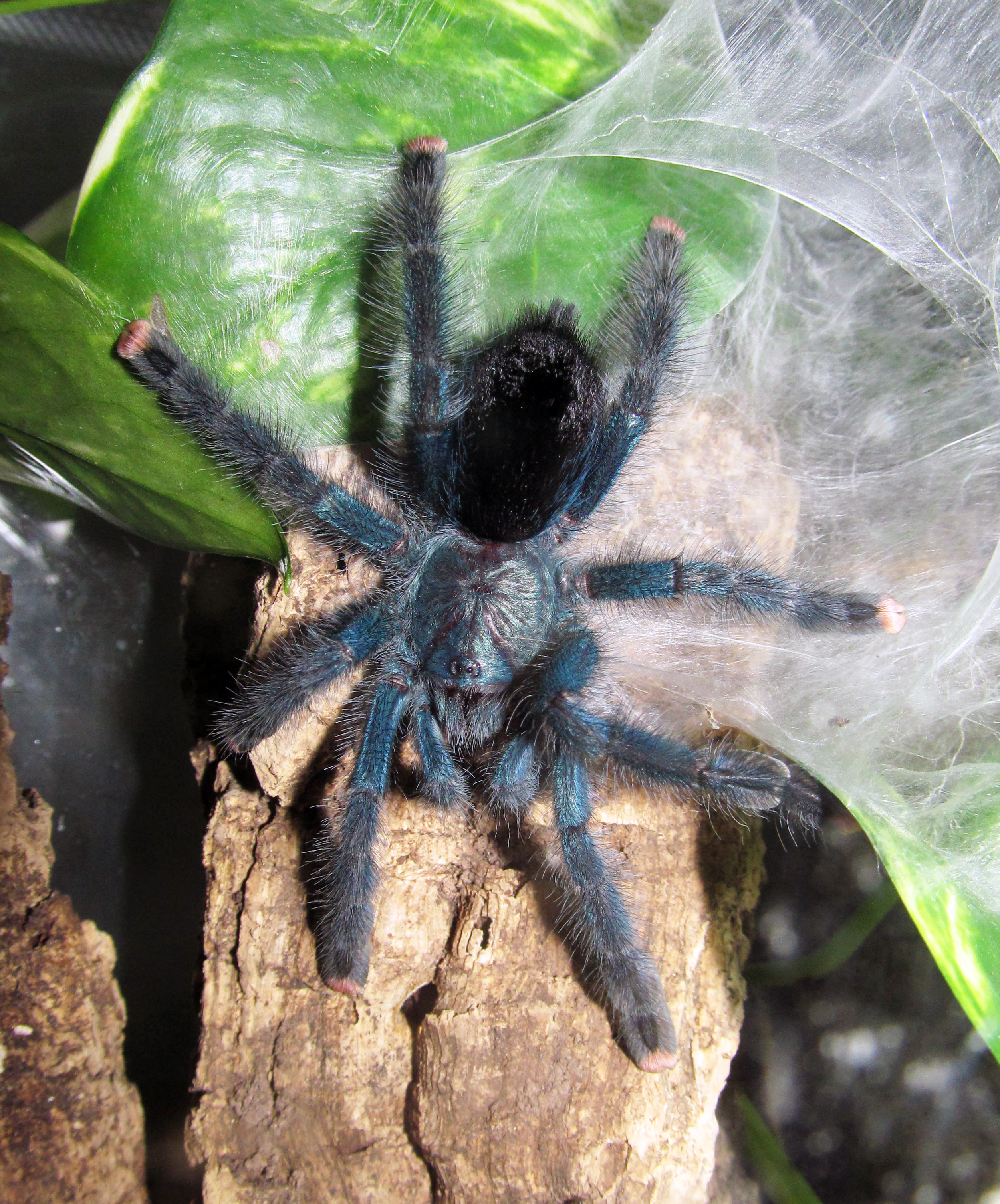
Jugendliches Exemplar von Avicularia geroldi

Avicularia geroldi (Nomen dubium) war der Name einer brasilianischen Vogelspinnenart. Sie wurde 1999 vom französischen Arachnologen Marc Tesmoingt beschrieben. Entdeckt wurde die Art von André Braunhausen und einem Kollegen auf der Insel Santana vor dem Hafen Porto de Santana. Heute wird der Artstatus bezweifelt, da sie durch den Verlust des Holotyps wissenschaftlich nicht überprüft werden kann. Diese Bezeichnung ist noch bei Terrarienhaltern verbreitet.

## Name und Taxonomie
Die neue Art sollte ursprünglich nach dem Kollegen benannt werden. Sie wurde aber kurz nach dem Tod des Großvaters (mit Nachnamen „Gerold“) von André Braunshausen zu dessen Andenken benannt.
Diese Art gleicht sehr der Typusart Avicularia avicularia und ist möglicherweise mit ihr synonym. Der eigene Artstatus dieser Tiere ist zweifelhaft, da der Holotyp verloren ging. Der Artstatus kann deshalb nicht mehr überprüft werden.

## Verbreitung und Lebensraum
Die Spinnen wurden auf der kleinen Insel Santana vor dem Hafen Porto de Santana entdeckt. Diese Insel ist im Gegensatz zu den Landwirtschaftszonen für Gemüse- und Früchteanbau an den Küsten des Festlandes noch unberührt. Sie hat einen intakten tropischen Primärwald. Viele Tierarten sind auf dieser Insel endemisch. Ein Exemplar von A. geroldi wurde 60 Zentimeter über dem Boden auf einem Hügel in den grünen Blättern eines kleinen Wäldchens entdeckt. Viele Exemplare wurden dagegen in den abgestorbenen Blättern von Palmen und Bananenpflanzen gefunden, die in Gezeitenzonen stehen. Aufgrund der Sumpfgebiete befanden sich die Tiere jeweils in einer Höhe von einem bis vier Metern über dem Boden. Im Gegensatz zu Avicularia metallica fanden sich keine Tiere in Bromeliengewächsen.

## Merkmale
Die Tiere haben am ganzen Körper eine metallisch wirkende blaugrüne Färbung. Ausgenommen davon ist der jeweils vordere Teil der Tarsen der Laufbeine und der Taster, der eine orange Farbe aufweist. Die Unterseite des Carapax und das Hinterteil sind schwarz. Das Hinterteil weist einen violetten Schimmer auf. Die Tiere haben keine eindeutigen mit dem bloßen Auge sichtbaren Besonderheiten, die sie von anderen Arten unterscheiden lassen.
Das Holotyp-Weibchen ist ohne Beißklauen vier Zentimeter lang. Das Prosoma hat die Maßen 17 mal 14 Millimeter und ist länger als breit. Das Paratyp-Männchen ist ohne Beißklauen nur wenig kürzer. Die Körperlänge beträgt 3,7 Zentimeter. Das Prosoma ist 19 mal 17 Millimeter lang und ebenfalls länger als breit. Der Hinterleib misst 20 mal 15 Millimeter.
Die Nymphen sind bis etwa zur fünften Häutung anders gefärbt. Sie erinnern in ihrer Färbung sehr an die Nymphen der Vogelspinnenart Avicularia metallica, die in Französisch-Guayana und Surinam verbreitet ist. Der Carapax und die Tarsen der Laufbeine und der Taster weisen eine schwarze Färbung auf. Die übrigen Glieder der Extremitäten sind hellbraun gefärbt. Der Hinterleib hat oberhalb (dorsal) einen schwarzen Streifen, der vom Carapax in Richtung Spinnwarzen verläuft. Auf den Seiten besitzt der Hinterleib noch je drei spitz zulaufende schwarze Flecken. Die dazwischen liegenden Areale sind oberhalb orange-rot und seitlich hellbraun gefärbt.

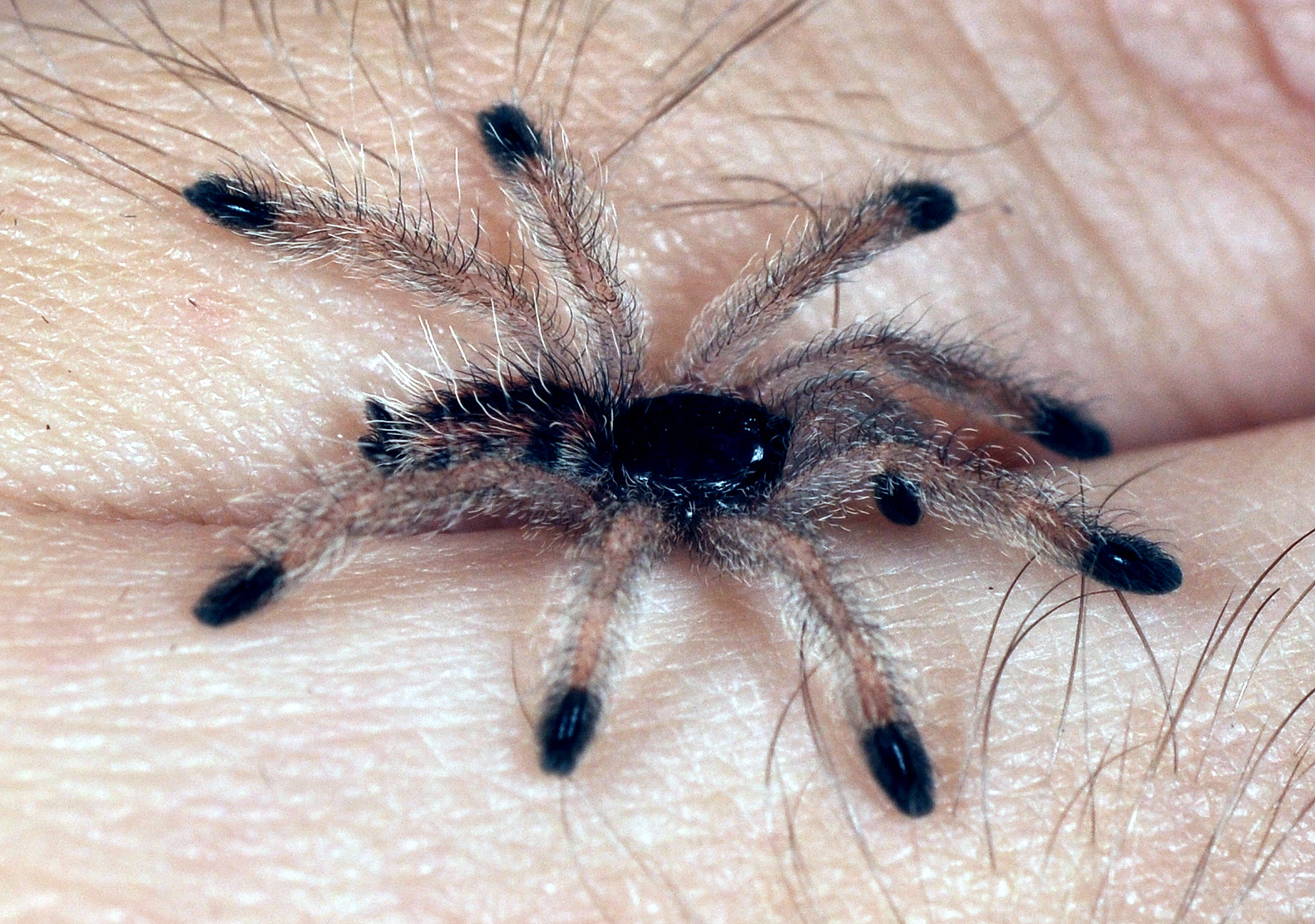
Im Nymphenstadium
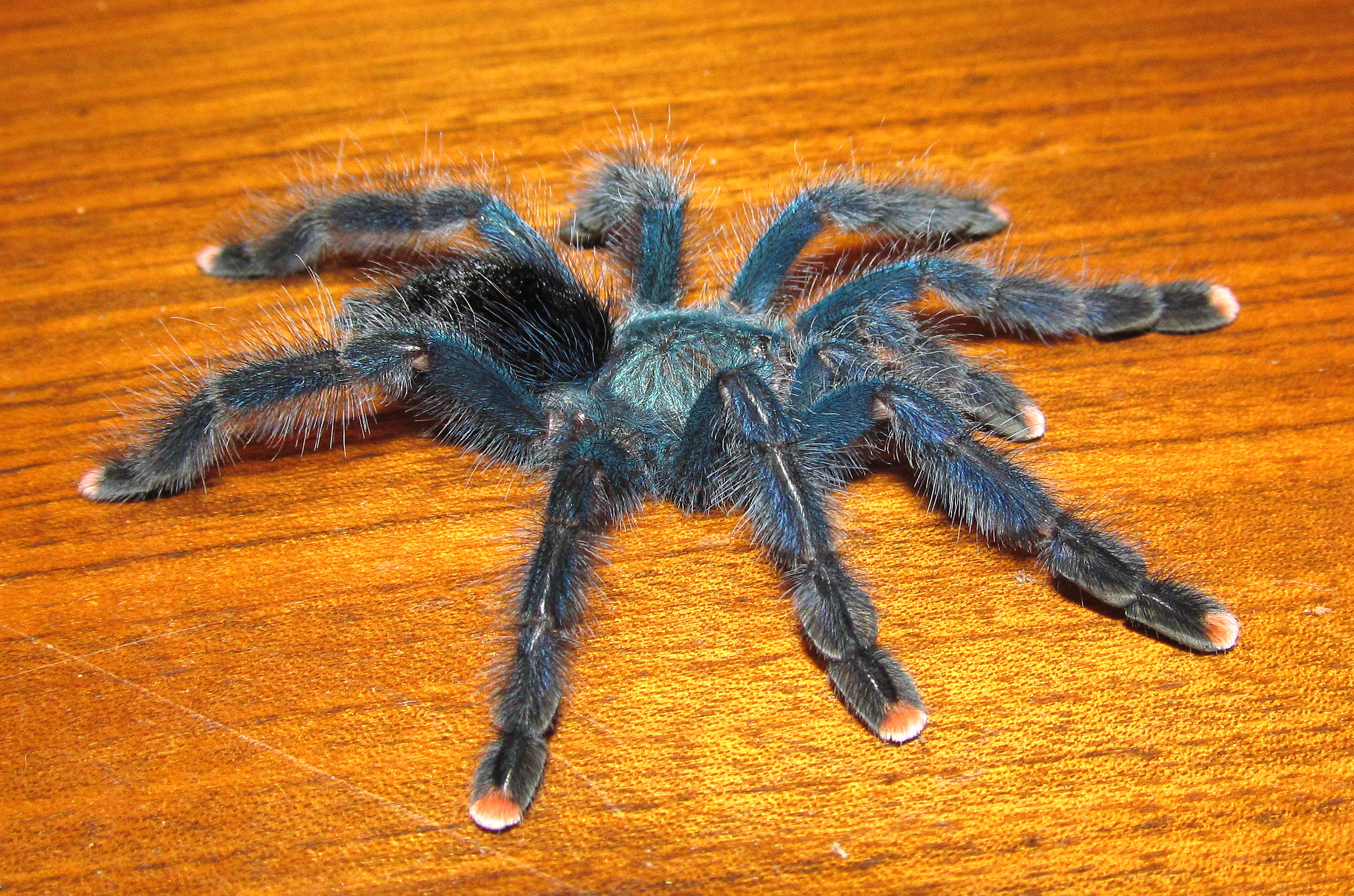
Jugendliches Exemplar in der Seitenansicht
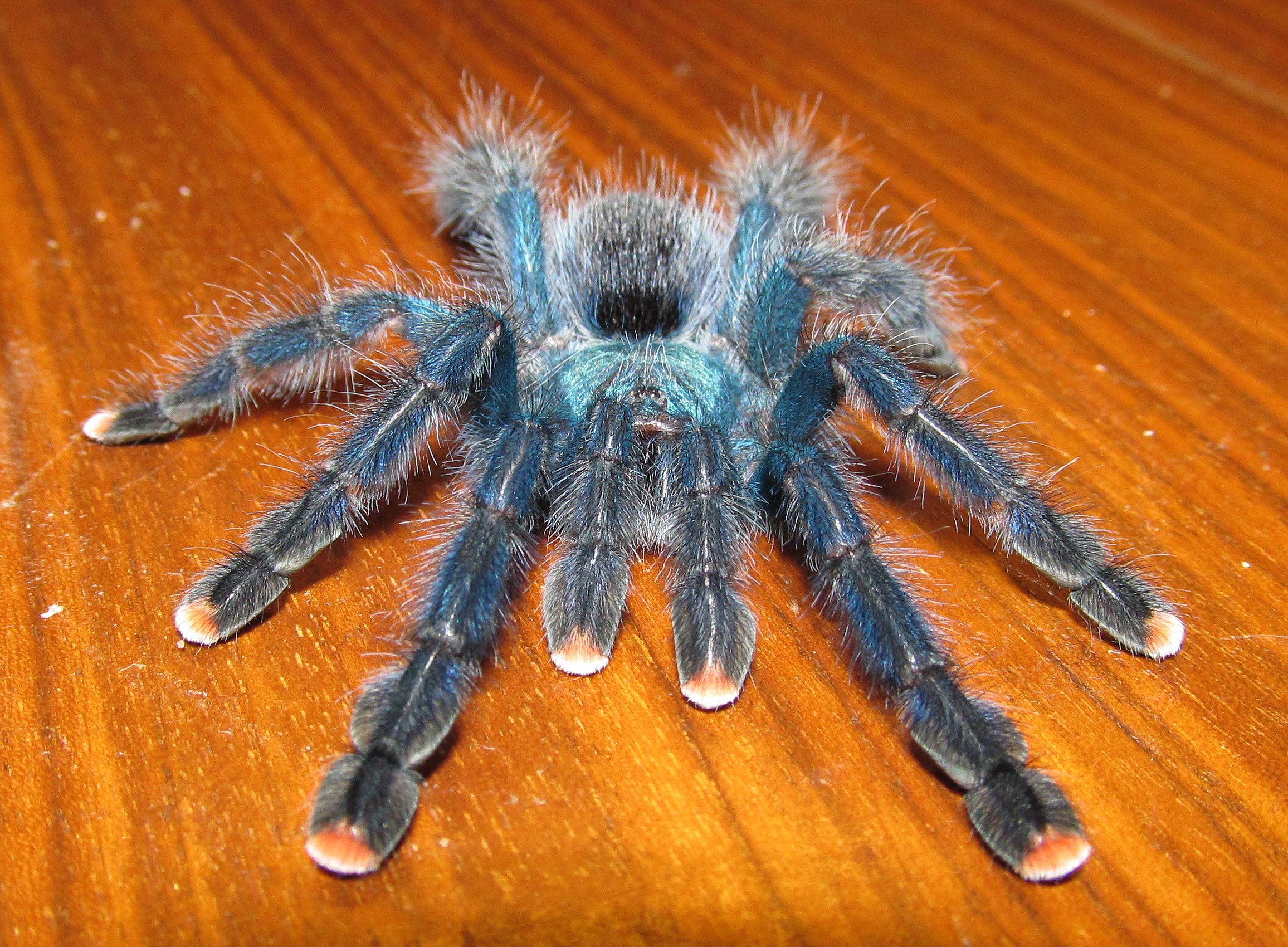
Jugendliches Exemplar in der Frontalansicht
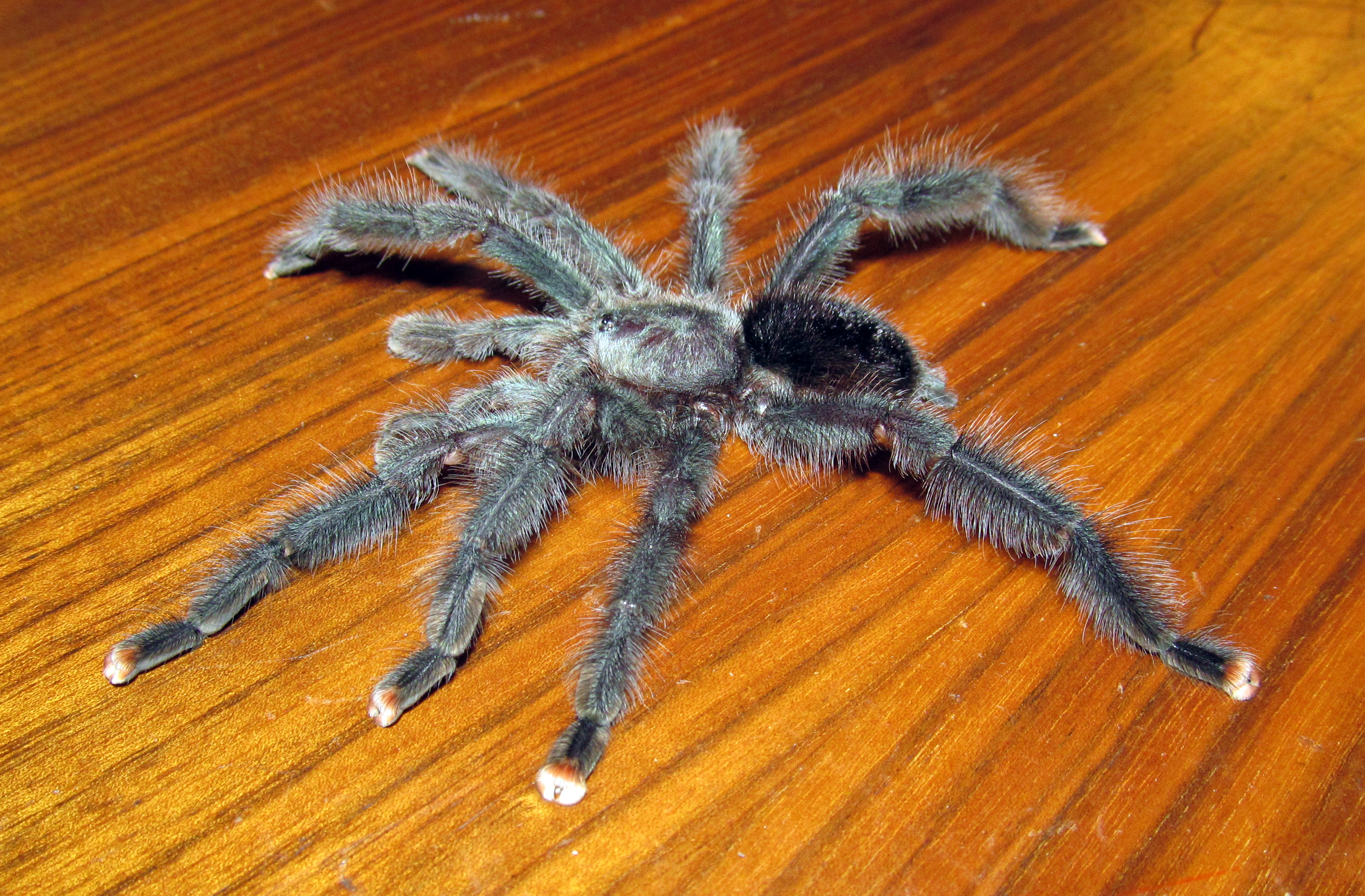
Männchen in Seitenansicht
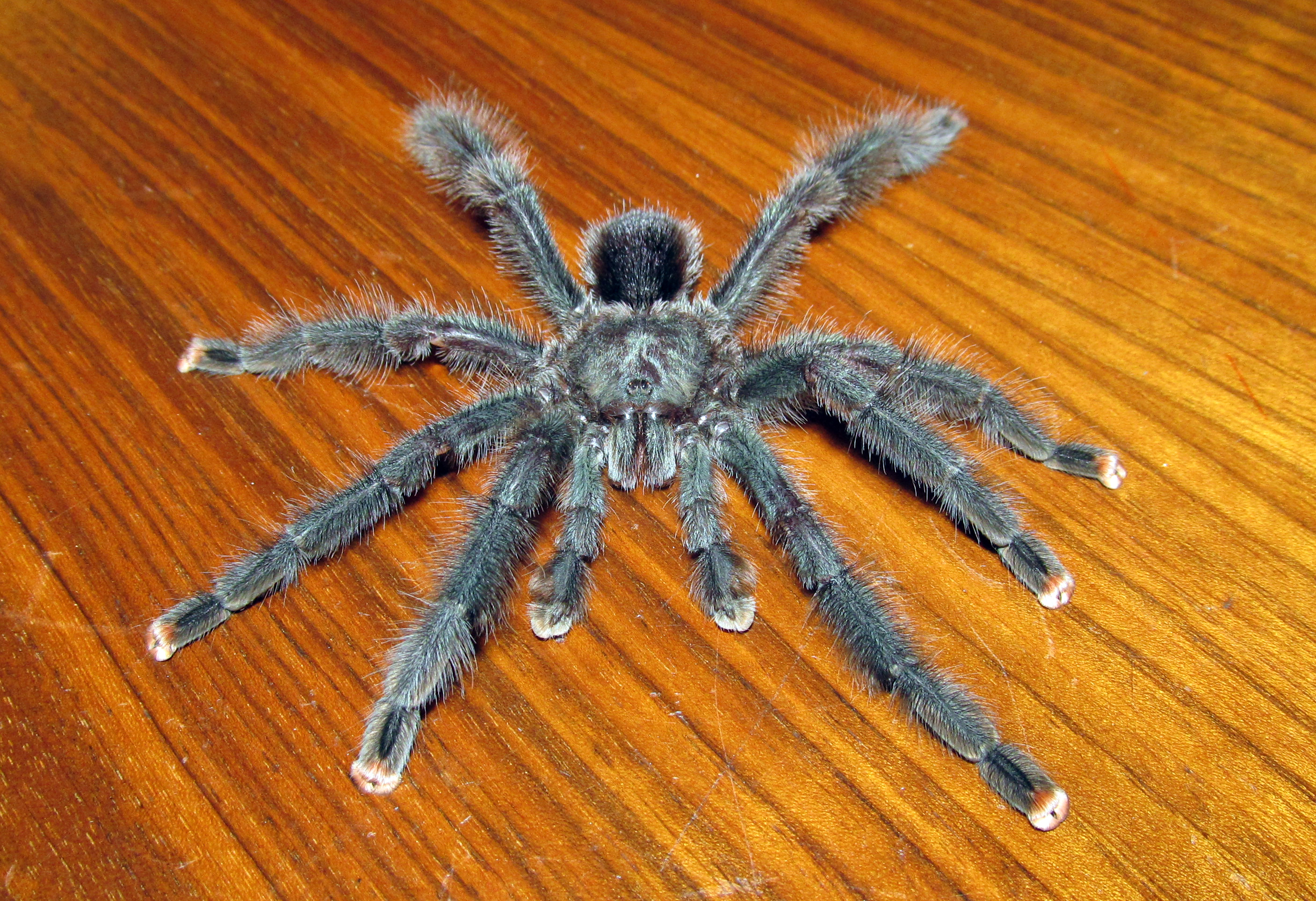
Männchen in Frontalansicht

## Verhalten
Die Spinne hat eine baumbewohnende Lebensweise. Die Verpaarung von Tieren, die in Gefangenschaft (Terrarien) gehalten werden, ist geglückt. Bei der Balz und der Kopulation wurde kein aggressives Verhalten beobachtet. Zwei bis drei Monate nach der erfolgreichen Begattung baut das Weibchen je nach eigener Körpergröße einen Kokon mit 100 bis 160 Eiern. Der Kokon wird vom Muttertier ständig bewacht und herumgetragen. Nach acht bis zehn Wochen verlassen die Nymphen schließlich den Kokon.